# Championnat d'Italie de tennis
Le Championnat d'Italie de tennis (Serie A1 en italien) est la première division nationale opposant les quatorze meilleurs clubs de tennis italiens. Le championnat a été créé en 1922 et est organisé par la Fédération italienne de tennis (Federazione Italiana Tennis).

## Palmarès
| Saison    | Vainqueur                                                                          | Joueurs |
| --------- | ---------------------------------------------------------------------------------- | --- |
| 1922      | Tennis Club Parioli Roma                                                           | Riccardo Sabbadini, Clemente Serventi |
| 1923      | Tennis Club Parioli Roma                                                           | Riccardo Sabbadini, Clemente Serventi |
| 1924      | Tennis Club Napoli                                                                 | Michele Avitabile, Carlo D'Avalos |
| 1925      | Società Lawn Tennis Genova                                                         | Mino Balbi di Robecco, Placido Gaslini |
| 1926      | Tennis Club Parioli Roma                                                           | Riccardo Sabbadini, Clemente Serventi |
| 1927      | Tennis Club Juventus Torino                                                        | Pier Giovanni Pietra, Emanuele Sertorio, Mario Sertorio |
| 1928      | Tennis Club Milano                                                                 | Leonardo Bonzi, Umberto de Morpurgo |
| 1929      | Tennis Club Parioli Roma                                                           | E Barbato, Clemente Serventi |
| 1930      | Tennis Club Parioli Roma                                                           | Giorgio De Stefani, Clemente Serventi |
| 1931-1932 | Non disputé                                                                        | Non disputé |
| 1933      | Tennis Club Parioli Roma                                                           | Oscar De Minerbi, Giovanni Palmieri, Clemente Serventi |
| 1934      | Tennis Club Parioli Roma                                                           | Oscar De Minerbi, Carlo Della Vida, Giovanni Palmieri |
| 1935      | Tennis Club Parioli Roma                                                           | Carlo Della Vida, Clemente Serventi |
| 1936      | Non disputé                                                                        | Non disputé |
| 1937      | Tennis Club Parioli Roma                                                           | Marcello Del Bello, Giorgio De Stefani, Carlo Della Vida, Giovanni Palmieri |
| 1938      | Non disputé                                                                        | Non disputé |
| 1939      | Tennis Club Parioli Roma                                                           | Gianni Cucelli, Gino Vido |
| 1940      | Tennis Club Parioli Roma                                                           | Gianni Cucelli, Marcello Del Bello, Gino Vido |
| 1941      | Tennis Club Parioli Roma, SS Bruno Mussolini                                       | Gianni Cucelli, Marcello Del Bello |
| 1942      | Tennis Club Parioli Roma, SS Bruno Mussolini                                       | Marcello Del Bello, Rolando Del Bello, R Monti |
| 1943-1945 | Non disputé                                                                        | Non disputé |
| 1946      | Tennis Club Varese                                                                 | Marcello Del Bello, Rolando Del Bello, Cralo Sada |
| 1947      | Tennis Club Juventus Torino                                                        | Gianni Cucelli, Carlo Sada |
| 1948      | Tennis Club Juventus Torino                                                        | Gianni Cucelli, Carlo Sada |
| 1949      | Tennis Club Milano                                                                 | Giuliano Caccia, Marcello Del Bello, Fausto Gardini |
| 1950      | YCC Posillipo Napoli                                                               | Mario Belardinelli, Rolando Del Bello |
| 1951      | Tennis Club Milano                                                                 | Giuliano Caccia, Marcello Del Bello, Enzo Pautassi |
| 1952      | TC Ambrosiano Milano                                                               | Gianni Cucelli, Fausto Gardini, Franco Zampori |
| 1953      | TC Ambrosiano Milano                                                               | Umberto Bergamo, Gianni Cucelli, Fausto Gardini |
| 1954      | Tennis Club Milano Bonacossa                                                       | Gianni Cucelli, Giorgio Fachini, Fausto Gardini |
| 1955      | Tennis Club Milano Bonacossa                                                       | Giorgio Fachini, Fausto Gardini, Alberto Parri |
| 1956      | Società Tennis Como                                                                | Antonio Maggi, Orlando Sirola |
| 1957      | CT Chatillon Edison Milano                                                         | Giorgio Fachini, Orlando Sirola |
| 1958      | Virtus Bologna                                                                     | Giuseppe Merlo, Orlando Sirola |
| 1959      | Virtus Bologna                                                                     | Giuseppe Merlo, Orlando Sirola |
| 1960      | Virtus Bologna                                                                     | Giuseppe Merlo, Orlando Sirola |
| 1961      | TC Ignis Comerio                                                                   | Fausto Gardini, Nicola Pietrangeli, Orlando Sirola |
| 1962      | TC Ignis Comerio                                                                   | Fausto Gardini, Nicola Pietrangeli, Orlando Sirola |
| 1963      | Circolo Canottieri Roma                                                            | Sergio Jacobini, Franco Olivieri, Nicola Pietrangeli, Michele Pirro |
| 1964      | Circolo Canottieri Roma                                                            | Edison Mandarino, Franco Olivieri, Nicola Pietrangeli |
| 1965      | Virtus Bologna                                                                     | Giuseppe Merlo, Martin Mulligan |
| 1966      | Società Canottieri Olona Milano                                                    | Nicola Pietrangeli, Sergio Tacchini |
| 1967      | Società Canottieri Olona Milano                                                    | Gaetano Di Maso, Giuseppe Merlo, Nicola Pietrangeli, Sergio Tacchini |
| 1968      | Società Canottieri Olona Milano                                                    | Marco Gilardelli, Martin Mulligan, Nicola Pietrangeli |
| 1969      | Società Canottieri Olona Milano                                                    | Giorgio Bologna, Giordano Maioli, Martin Mulligan, Nicola Pietrangeli |
| 1970-1976 | Non disputé Remplacé par la Coppa De Morpurgo, championnat avec des équipes mixtes | Non disputé Remplacé par la Coppa De Morpurgo, championnat avec des équipes mixtes |
| 1977      | Non disputé                                                                        | Non disputé |
| 1978      | Match Ball TC Bagno a Ripoli                                                       | Mario Caimo, Massimo Di Domenico, Fabrizio Gasparini, Enzo Vattuone |
| 1979      | Tennis Club Genova                                                                 | Emilio Casareto, Augusto Possenti, Piero Toci, Enzo Vattuone |
| 1980      | Tennis Club Monviso Grugliasco                                                     | Luca Anselmi, Massimo Baiona, Stefano Bertone, Maurizio Bonaiti, Franco Merlone, Alejandro Pierola |
| 1981      | Tennis Club Triestino                                                              | Marco Armellini, Paolo Bertolucci, Flavio Mazzocchi, Dale Ogden |
| 1982      | Circolo Tennis Villa Carpena Forlì                                                 | Maurizio Aracri, Patrizio Parrini, Gianluca Rinaldini |
| 1983      | Circolo Tennis Certosa Calci                                                       | Paolo Bertolucci, Enzo Vattuone, Antonio Zugarelli |
| 1984      | Circolo Tennis Certosa Calci                                                       | Corrado Barazzutti, Paolo Bertolucci, Antonio Zugarelli |
| 1985      | Tennis Club Crema                                                                  | Fabio Moscino, Claudio Panatta, Ferrante Rochi |
| 1986      | Tennis Club Crema                                                                  | Simone Colombo, Claudio Panatta, Ferrante Rocchi |
| 1987      | Tennis Club Crema                                                                  | Paolo Canè, Ugo Colombini, Simone Colombo |
| 1988      | TC Mozzo ’80 Bergamo                                                               | Marcello Bassanelli, Walter Bertini, Paolo Canè |
| 1989      | TC Mozzo ’80 Bergamo                                                               | Marcello Bassanelli, Massimiliano Narducci, Michiel Schapers |
| 1990-1997 | Non disputé                                                                        | Non disputé |
| 1998      | Match Ball TC Bagno a Ripoli                                                       | Elia Grossi, Marzio Martelli, Massimo Valeri |
| 1999      | Match Ball TC Bagno a Ripoli                                                       | Elia Grossi, Marzio Martelli, Mosè Navarra, Massimo Valeri, Filippo Volandri |
| 2000      | CRB Club Bologna                                                                   | Alberto Albertini, George Bastl, Daniele Bracciali, Cristian Brandi, Stefano Galvani, Gianluca Gatto, Marco Pontartin, Uros Vico, Adrian Voinea                                                       |
| 2001      | CRB Club Bologna                                                                   | Daniele Bracciali, Stefano Galvani, Gianluca Gatto, Adrian Voinea |
| 2002      | CRB Club Bologna                                                                   | Daniele Bracciali, Edwin Kempes, Dick Norman, Gianluca Gatto, Uros Vico, Filippo Volandri |
| 2003      | CRB Club Bologna                                                                   | Daniele Bracciali, Igor Gaudi, Tuomas Ketola, Uros Vico, Filippo Volandri |
| 2004      | Tennis Club Cagliari                                                               | Tomas Behrend, Giorgio Galimberti, Julian Knowle, Federico Luzzi, Davide Sanguinetti, Andreas Seppi                                                                                                   |
| 2005      | Geovillage SC Olbia                                                                | Florian Allgauer, Daniele Bracciali, Marcelo Charpentier, Fabio Docche, Younes El Aynaoui, Igor Gaudi, Gianluca Pozzi, Thomas Tenconi, Filippo Volandri                                               |
| 2006      | Capri Sports Academy                                                               | Carlos Cuadrado, Alessandro Da Col, Giorgio Galimberti, Roko Karanusic, Giancarlo Petrazzuolo, Razvan Sabau, Davide Sanguinetti, Potito Starace                                                       |
| 2007      | Capri Sports Academy                                                               | Carlos Cuadrado, Giorgio Galimberti, Marc Gicquel, Roko Karanusic, Albert Montanes, Giancarlo Petrazzuolo, Razvan Sabau, Davide Sanguinetti, Pablo Santos Gonzales, Daniele Silvestre, Potito Starace |
| 2008      | Capri Sports Academy                                                               | Marcos Baghdatis, Adriano Biasella, Marc Gicquel, Daniele Giorgini, Pablo Santos Gonzales, Giancarlo Petrazzuolo, Davide Sanguinetti, Potito Starace, Filippo Volandri                                |
| 2009      | Capri Sports Academy                                                               | Marc Gicquel, Daniele Giorgini, Giancarlo Petrazzuolo, Andreas Seppi, Potito Starace, Filippo Volandri                                                                                                |
| 2010      | Circolo Canottieri Aniene                                                          | Simone Bolelli, Flavio Cipolla, Alessio Di Mauro, Vincenzo Santopadre, Grzegorz Panfil |
| 2011      | Castellazzo Tennis Club                                                            | Daniele Bracciali, Alberto Brizzi, Andey Golubev, Luca Vanni, Giuseppe Montenet, Alessandro Tombolini, Riccardo Trasinelli                                                                            |
| 2012      | Tennis Club Italia Forte dei Marmi                                                 | Davide Bramanti, Daniele Giorgini, Matteo Marrai, Guillrmo Olaso, Luca Pippi, Walter Trusendi, Filippo Volandri                                                                                       |
| 2013      | Società Tennis Bassano                                                             | |
| 2014      | Circolo Canottieri Aniene                                                          | |
| 2015      | Tennis Club Italia Forte dei Marmi                                                 | |
| 2016      | Park TC                                                                            | |